# قراجه‌احمد
قراجه‌احمد (به ترکی استانبولی: Karacaahmet) یک منطقهٔ مسکونی در ترکیه است که در احسانیه واقع شده‌است.